# Caesio caerulaurea
Cá miền vàng xanh (Danh pháp khoa học: Caesio caerulaureus) là một loài cá biển trong họ cá miền Caesionidae thuộc bộ cá vược Perciformes, phân bố ở vùng biển Hồng Hải, Xingapo, Inđônêxia, Xri Lanca, Philippin, Nhật Bản, Trung Quốc, Việt Nam. Tên thường gọi tiếng Việt: Cá miền vàng xanh. Tên thường gọi tiếng Anh: Blue and gold fusilier. Đây là loài cá có giá trị kinh tế, mùa vụ khai thác quanh năm.

## Đặc điểm
Cá có kích cỡ từ 220– 50 mm. Thân hình bầu dục dài, dẹt hai bên có vảy lược nhỏ, đường bên hoàn chỉnh, gần như thẳng. Chiều dài mình gấp 3,4-3,5 lần chiều cao. Đầu hình chóp. Xung quanh mõm, hàm, mắt và bộ phận dưới sau xương nắp mang đều không có vảy. Viền sau xương nắp mang có một gai tù đơn độc. Mắt có mi mỡ. Miệng tương đối bé, môi mỏng.
Vây lưng hoàn toàn liền nhau, gai thứ nhất rất bé hoặc thoái hoá. Khởi điểm vây lưng ở trên vây bụng và sau vây ngực. Vây ngực dài, ít nhiều hình lưỡi liềm, đầu nhọn. Vây bụng có một vảy phụ nhọn dài. Vây đuôi chia thuỳ sâu. Hai thuỳ vây đuôi đều có sọc dài màu nâu đen. 